# Ivan Karpovič Golubec
Ivan Karpovič Golubec in russo Иван Карпович Голубец? (Taganrog, 8 maggio 1916 – Sebastopoli, 25 marzo 1942) è stato un marinaio sovietico che prestò servizio nella Flotta del Mar Nero, dichiarato dopo la morte Eroe dell'Unione Sovietica.

## Biografia
Nacque in una famiglia di operai ucraini e, dopo aver frequentato per sette anni la scuola superiore del suo paese natale trovò impiego in un'acciaieria.
Nel 1937 venne arruolato nella Marina militare sovietica. Nel 1939 prese il diploma di guardacoste presso la scuola di Balaklava e prestò servizio su imbarcazioni della guardia costiera della prima e seconda divisione della flotta del Mar Nero, dislocata a Novorossijsk. Dal giugno 1941 prese parte alla seconda guerra mondiale servendo come timoniere sulla corvetta (сторожевой корабль) SK-0183.
Il 25 marzo 1942 l'artiglieria tedesca aprì il fuoco verso la baia di Streletsk, colpendo e mandando a fuoco la sala motori di un'altra nave militare, la SK-0121. Golubec si prodigò quindi per spegnere le fiamme. Quando l'imbarcazione venne colpita da un secondo proiettile vi fu uno scoppio nei serbatoi di carburante che avrebbe potuto provocare l'esplosione di tutte le bombe di profondità presenti a bordo, dando il via a una catena di detonazioni su tutte le navi presenti nella rada. Golubec, compreso il pericolo, iniziò a gettare le bombe fuori bordo: l'ultima di queste esplose durante la manovra finendo per ucciderlo, ma grazie al suo gesto si salvarono tutte le altre navi della flotta oltre a innumerevoli vite umane. 
Il 14 giugno 1942 il Presidio del Soviet Supremo emise un decreto post-mortem, dichiarando Ivan Golubec Eroe dell'Unione Sovietica.